# مونروفيل
مونروفيل (بالإنجليزية: Monroeville)‏ هي مدينة أمريكية تقع في ولاية ألاباما.تبلغ مساحة هذه المدينة 33.8 (كم²)،ويبلغ عدد سكانها 6862 نسمة حسب إحصاء سنة 2010 م.تشير الإحصاءات بأن الكثافة السكانية في هذه المدينة تقدر بـ(203) نسمة/كم2.

## التركيبة السكانية
حدّد مكتب تعداد الولايات المتحدة بيانات التركيبة السكانية لمونروفيل في تعداد الولايات المتحدة. في ما يلي، التركيبة السكانية حسب تعدادي 2000 و2010.

### تعداد عام 2000
بلغ عدد سكان مونروفيل 6,862 نسمة بحسب تعداد عام 2000، وبلغ عدد الأسر 2,687 أسرة وعدد العائلات 1,871 عائلة مقيمة في المدينة. في حين سجلت الكثافة السكانية 198.3 نسمة لكل كيلومتر مربع (513.6/ميل2). وبلغ عدد الوحدات السكنية 3,016 وحدة بمتوسط كثافة قدره 87.1 لكل كيلومتر مربع (225.6/ميل2).
وتوزع التركيب العرقي للمدينة بنسبة 53.09% من البيض و44.84% من الأمريكيين الأفارقة و0.38% من الأمريكيين الأصليين و0.58% من الأمريكيين ذوي الأصول الآسيوية و0.15% من الأعراق الأخرى و0.96% من عرقين مختلطين أو أكثر و0.90% من الهسبانيون أو اللاتينيون من أي عرق.
بلغ عدد الأسر 2,687 أسرة كانت نسبة 38.6% منها لديها أطفال تحت سن الثامنة عشر تعيش معهم، وبلغت نسبة الأزواج القاطنين مع بعضهم البعض 48% من أصل المجموع الكلي للأسر، ونسبة 18.9% من الأسر كان لديها معيلات من الإناث دون وجود شريك، بينما كانت نسبة 2.7% من الأسر لديها معيلون من الذكور دون وجود شريكة وكانت نسبة 30.4% من غير العائلات. تألفت نسبة 28% من أصل جميع الأسر من عدة أفراد يعيشون في نفس المنزل ونسبة 11.7% كانت تتألف من شخص يعيش بمفرده يبلغ من العمر 65 عاماً أو أكثر. وبلغ متوسط حجم الأسرة المعيشية 2.46، أما متوسط حجم العائلات فبلغ 3.04.
بلغ العمر الوسطي للسكان 36.4 عاماً. وكانت نسبة 27.7% من القاطنين تحت سن الثامنة عشر، وكانت نسبة 8.6% بين الثامنة عشر والرابعة والعشرين عاماً، ونسبة 24.2% كانت واقعةً في الفئة العمرية ما بين الخامسة والعشرين والرابعة والأربعين عاماً، ونسبة 22% كانت ما بين الخامسة والأربعين والرابعة والستين، ونسبة 13.9% كانت ضمن فئة الخامسة والستين عاماً فما فوق. يوجد لكل 100 أنثى 83.0 ذكر، ويوجد لكل 100 أنثى في الثامنة عشر من عمرها فما فوق 77.4 ذكر.
بلغ متوسط دخل الأسرة في المدينة 28,229 دولارًا، أما متوسط دخل العائلة فبلغ 36,476 دولارًا. وكان متوسط دخل الذكور 35,600 دولارًا مقابل 20,184 دولارًا للإناث. وسجل دخل الفرد الخاص بالمدينة 17,070 دولارًا. وكانت نسبة 20.4% من العائلات ونسبة 23% من السكان تحت خط الفقر، وكان من هؤلاء نسبة 29% تحت سن الثامنة عشر ونسبة 19.2% في الخامسة والستين من العمر وما فوق.

### تعداد عام 2010
بلغ عدد سكان مونروفيل 6,519 نسمة بحسب تعداد عام 2010، وبلغ عدد الأسر 2,656 أسرة وعدد العائلات 1,723 عائلة مقيمة في المدينة. في حين سجلت الكثافة السكانية 188.4 نسمة لكل كيلومتر مربع (488.0/ميل2). وبلغ عدد الوحدات السكنية 3,056 وحدة بمتوسط كثافة قدره 88.3 لكل كيلومتر مربع (228.7/ميل2).
وتوزع التركيب العرقي للمدينة بنسبة 42.12% من البيض و55.70% من الأمريكيين الأفارقة و0.32% من الأمريكيين الأصليين و0.29% من الأمريكيين ذوي الأصول الآسيوية و0.32% من الأعراق الأخرى و1.24% من عرقين مختلطين أو أكثر و0.78% من الهسبانيون أو اللاتينيون من أي عرق.
بلغ عدد الأسر 2,656 أسرة كانت نسبة 33.4% منها لديها أطفال تحت سن الثامنة عشر تعيش معهم، وبلغت نسبة الأزواج القاطنين مع بعضهم البعض 39.8% من أصل المجموع الكلي للأسر، ونسبة 21.1% من الأسر كان لديها معيلات من الإناث دون وجود شريك، بينما كانت نسبة 4% من الأسر لديها معيلون من الذكور دون وجود شريكة وكانت نسبة 35.1% من غير العائلات. تألفت نسبة 30.5% من أصل جميع الأسر من عدة أفراد يعيشون في نفس المنزل ونسبة 12.8% كانت تتألف من شخص يعيش بمفرده يبلغ من العمر 65 عاماً أو أكثر. وبلغ متوسط حجم الأسرة المعيشية 2.37، أما متوسط حجم العائلات فبلغ 2.95.
بلغ العمر الوسطي للسكان 40.2 عاماً. وكانت نسبة 24.6% من القاطنين تحت سن الثامنة عشر، وكانت نسبة 9.4% بين الثامنة عشر والرابعة والعشرين عاماً، ونسبة 21.8% كانت واقعةً في الفئة العمرية ما بين الخامسة والعشرين والرابعة والأربعين عاماً، ونسبة 26.2% كانت ما بين الخامسة والأربعين والرابعة والستين، ونسبة 18% كانت ضمن فئة الخامسة والستين عاماً فما فوق. وتوزع التركيب الجنسي للسكان بنسبة 46.7% ذكور و53.3% إناث.

## أعلام
- سينثيا تاكر
- هاربر لي
- بيل سيلبي
- كريس بوكر
- مارفا كولينز